# Sztyepplejtősáska
A sztyepplejtősáska (Arcyptera microptera) a sáskafélék családjába tartozó, Eurázsiában honos sáskafaj.

## Megjelenése
A sztyepplejtősáska testhossza a hím esetében 17-25 mm, a nőstény 22-29 mm. Közepes termetű, zömök alkatú, színes sáska. Alapszíne sárgás, halvány olívzöld vagy szürke. A torpajzs élei befelé törnek és világos vonal hangsúlyozza őket. Potroha sárga vagy olívsárga, a hátsó comb alsó oldala és a lábszár narancsvörös, a fekete térd körül világos gyűrű látható. Mindkét nem szárnya eléri a hátsó térdet, ritkán túl is haladhatja. A hátsó szárnyon nincs sötét folt, csak kissé barnás a vége  A mellpajzson egy kis kidudorodás látható.
Ciripelése viszonylag erős. Egy strófa két részből áll: először 10-15 rövid és egyre hangosabb kattogás, majd ezt követi egy surrogó, kb. 0,4 másodperces hang.

### Hasonló fajok
A szép hegyisáska hasonlít hozzá.

## Elterjedése
Eurázsiában honos az Ibériai-félszigettől egészen Kínáig, de állományai ritkák és szigetszerűek. Németországból és Ausztriából kipusztult. Európai elterjedésének északi határát Magyarországon éri el, ahol elsősorban a középhegységek és dombvidékek (pl. Tokaj, Bakony, Pécel környéke) lakója 200-350 m magasságban. Hazai populációi is kicsik és elszigeteltek. 

## Életmódja
Száraz, meleg sziklagyepek, sztyepprétek, félszáraz gyepek vagy köves-homokos területek lakója. Növényevő, különféle füvekkel táplálkozik. Fejlett szárnyai ellenére nem repül, csak ugrásait segíti velük. 
Viszonylag korai faj, kifejlett egyedeivel június elejétől augusztusig találkozhatunk. A nőstény vegetáció nélküli, laza talajba rakja a petéit. A következő évben kikelő lárvák 4-5-ször vedlenek. 
Magyarországon védett, természetvédelmi értéke 10 000 Ft.

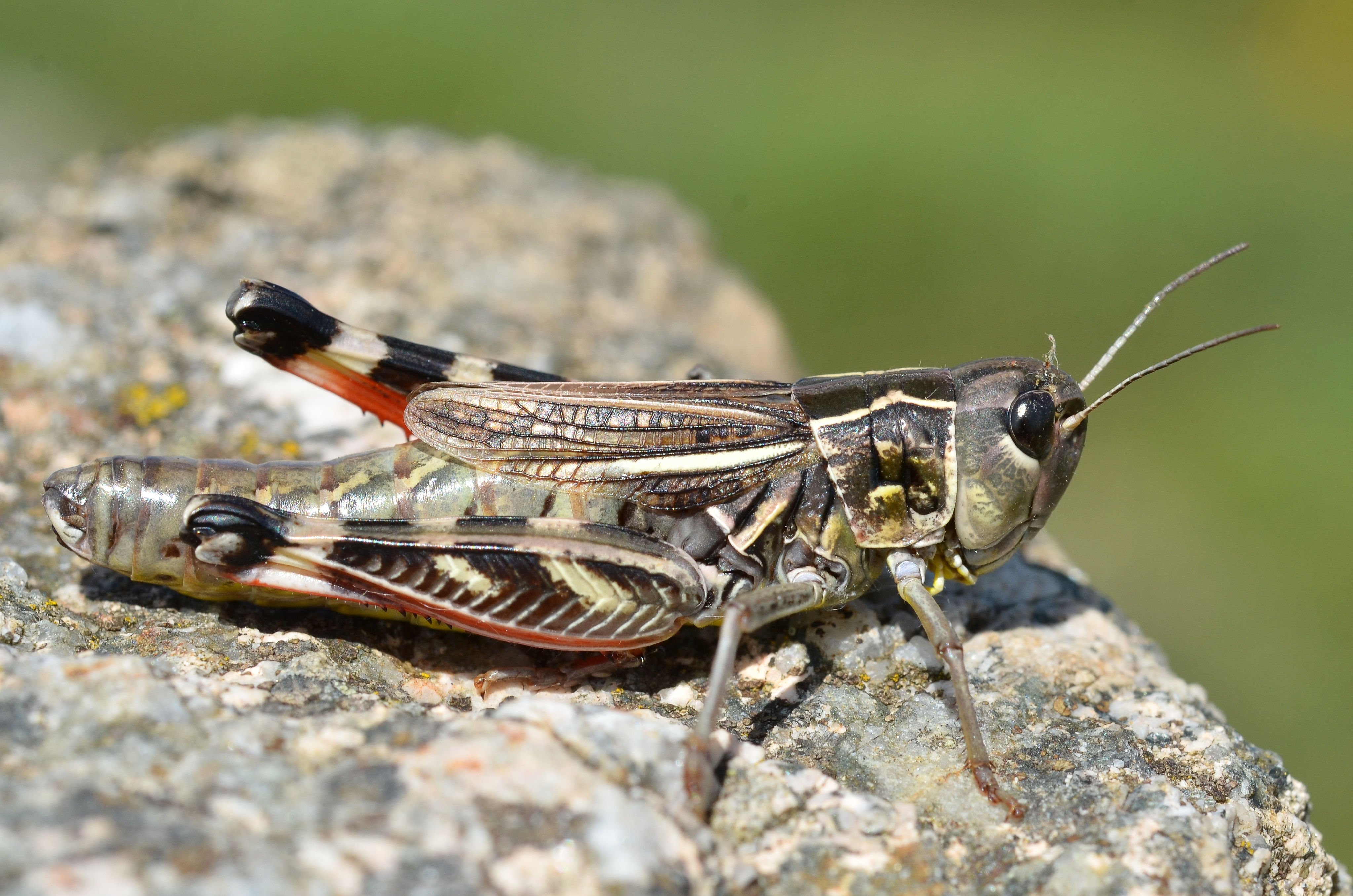
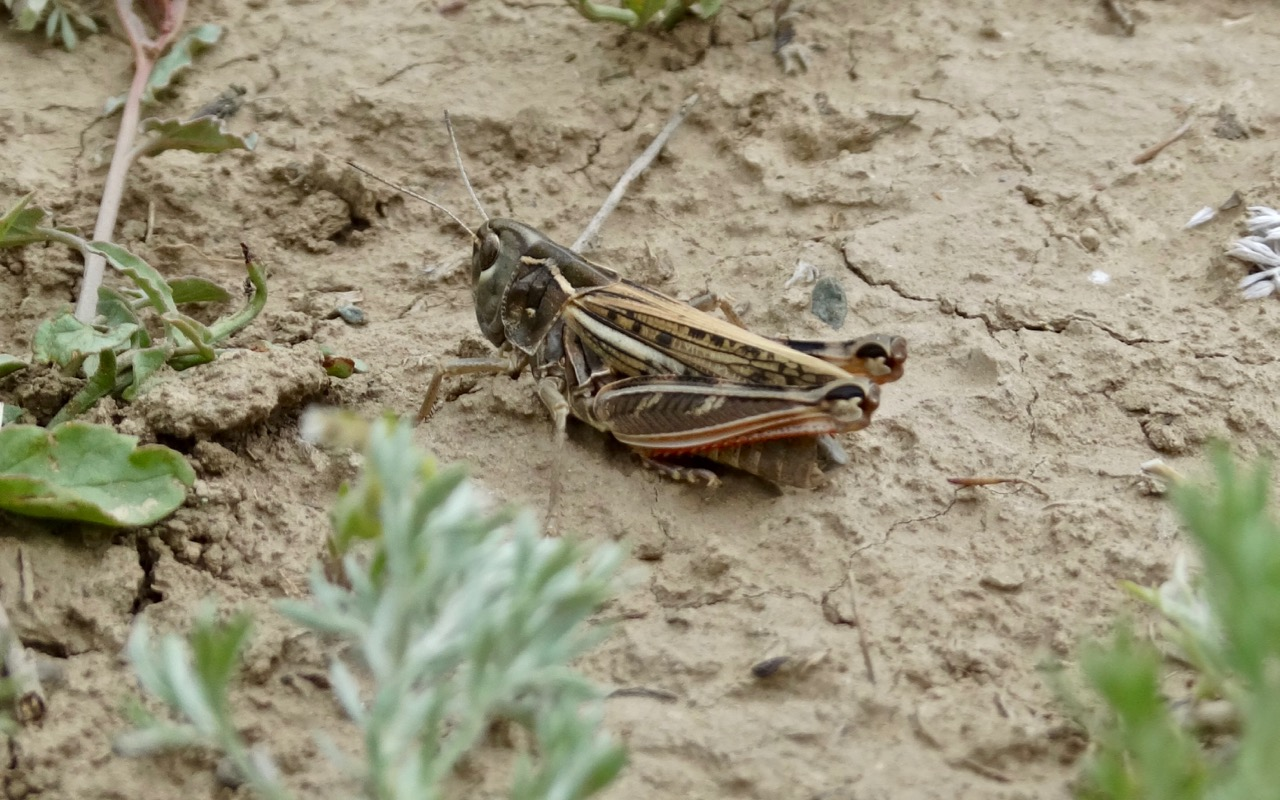
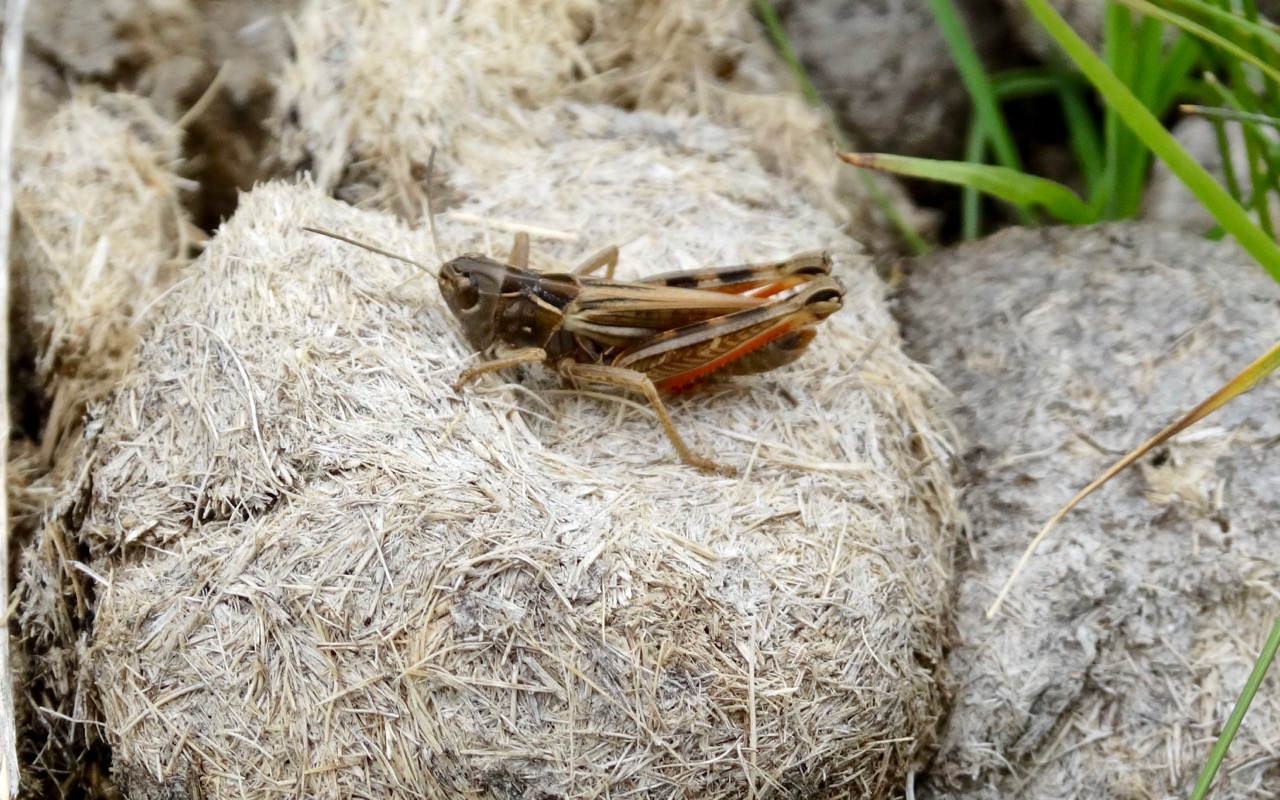
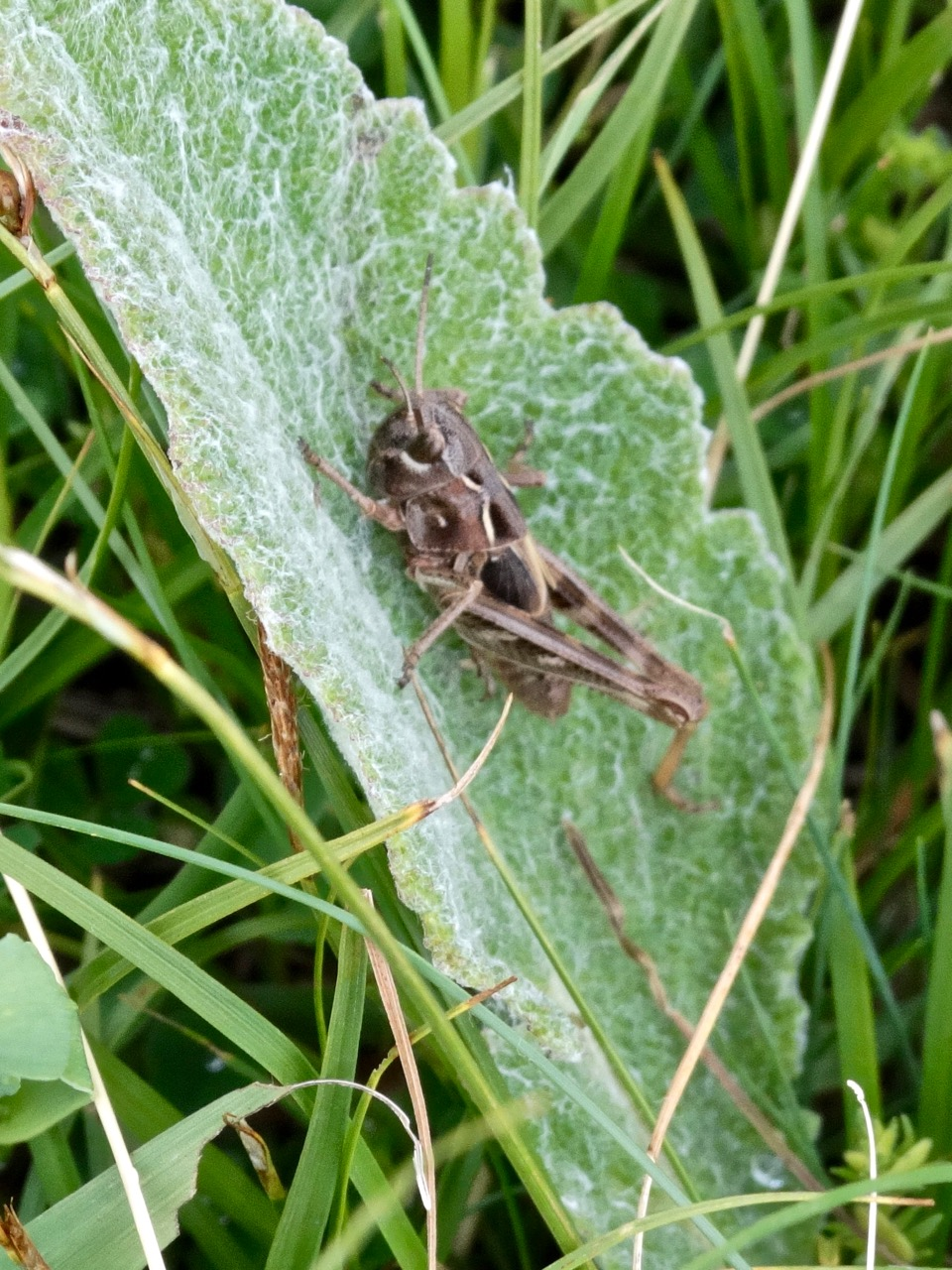